# Gunnar Widegren (journalist)
Gunnar Widegren, född 6 februari 1886 i Stockholm, död 29 september 1959, var en svensk författare och tidningsman.
Widegren blev medarbetare i Dagen 1905 och var, efter anställningar i Stockholms- och landsortspressen, redaktionssekreterare i Sörmlandsposten 1919–1928, redaktör och ansvarig utgivare 1928–1931 samt i Westmanlands Allehanda 1931–1935. Han var styrelseledamot i Sveriges författareförening 1944–1956 och vice ordförande 1950–1956. Widegren är gravsatt på Östra kyrkogården i Västerås.

## Filmmanus
- 1936 – Raggen - det är jag det
- 1936 – Familjen som var en karusell
- 1937 – Sol över svenska bygder
- 1937 – Odygdens belöning
- 1939 – Spöke till salu

## Böcker
- Under falsk flagg (1933)
- Puck (1934, 1939)
- Raggen det är jag det (1934)
- Familjen som var en karusell (1935)
- Fröken Solsticka (1936)
- AB Choklad & karamell (1937)
- Raggen och hennes ungar (1938)
- Johanssons (1939)
- Släkten är värst (1940)
- Med oro i blodet (1941)
- Raggen kommer igen (1942)
- Kärlekens krokvägar (1942)
- Betalas den sista (1943)
- Dynastin ordnar affärerna (1944)
- På hal is (1944)
- Rödhåriga äga företräde (1945)
- Kvinnan dåras av att höra (1946)
- Vad följden blev (1947)
- Si hur täck är din gång (1948)
- Herrar och hundar stänger aldrig dörren (1949)
- Braxenbröderna (1950)
- Det hände i Kusvik (1951)
- Solig trerummare önskas hyra (1952)
- Överstinnan bara bråkar (1953)
- Mammas flicka (1954)
- Det hundraåriga kriget (1955)